# Нитард

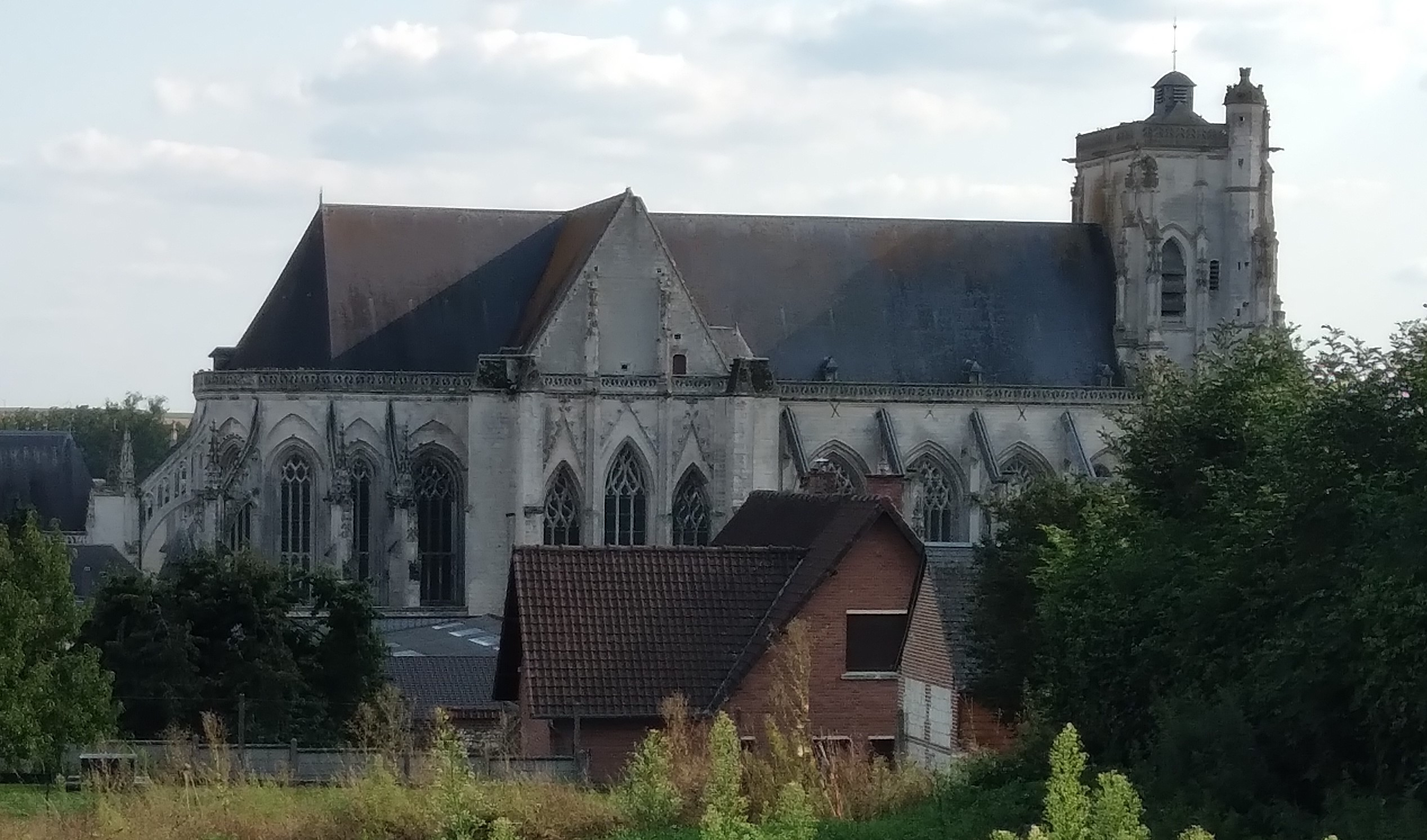
Аббатство Сен-Рикье близ Абвиля, департамент Сомма, Пикардия

Нитард, Нитгард, Нитхард (лат. Nithardus; до 800 — 14 июня 844 или 15 мая 845) — франкский хронист, дипломат и государственный деятель, придворный летописец королей Людовика I Благочестивого и Карла II Лысого.

## Биография

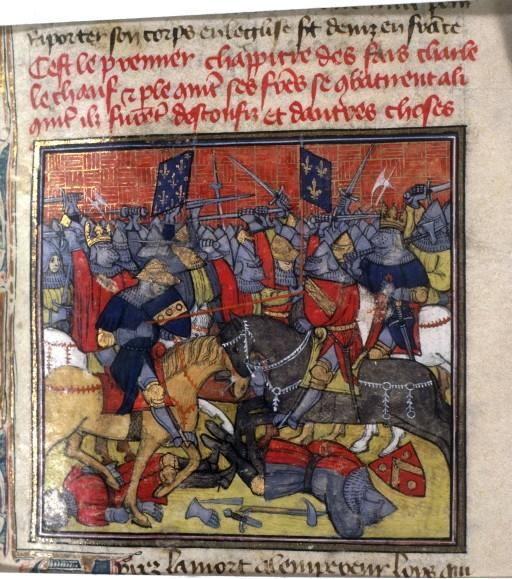
Битва при Фонтенуа (841). Миниатюра из «Больших французских хроник», кон. XIV в.

Внук Карла Великого по женской линии, внебрачный сын его дочери Берты (Бертрады) и Ангильберта (ум. 814), придворного поэта и коммендатарного настоятеля (лат. abbas commendatarius) бенедиктинского аббатства Сен-Рикье в Пикардии, одного из важнейших центров Каролингского возрождения. Дата рождения его является предметом давних дискуссий, если историки XIX века склонны были помещать её между 788 и 791 годами, современные исследователи предпочитают указывать 795 или 800 год.

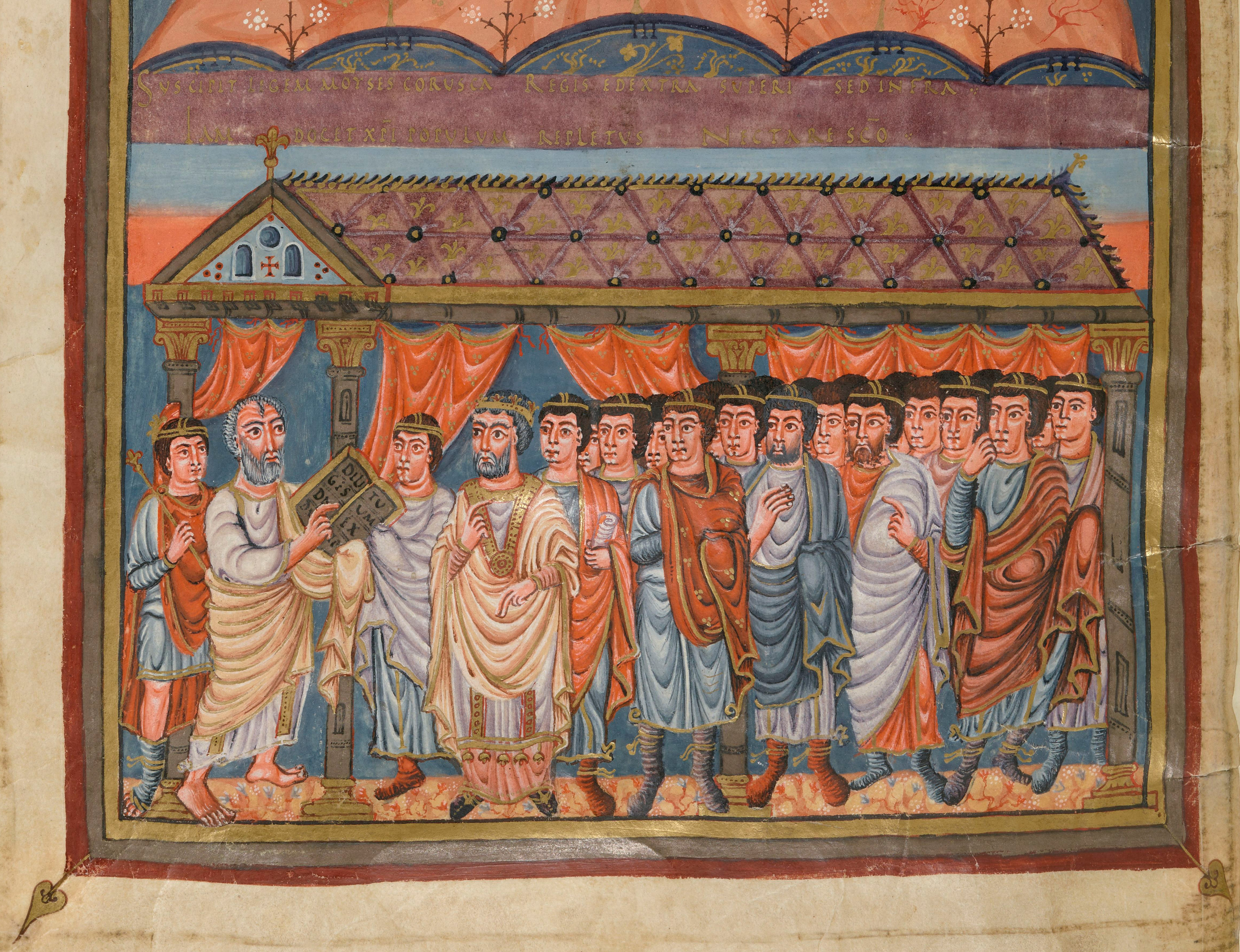
Карл Лысый со своими придворными. Миниатюра из «Библии Карла Лысого» (845)

Воспитанный при дворе аристократ, Нитард получил прекрасное для своего времени образование, возможно, в школе при императорском пфальце в Аахене, и, бесспорно, являлся одним из последних представителей светской франкской знати, владевших книжной культурой. Не исключено, что, после смерти отца он мог унаследовать должность аббата Сен-Рикье, не принимая при этом монашеских обетов, хотя в сохранившихся списках настоятелей его имя не фигурирует.
Будучи человеком светским и энергичным, Нитард принимал деятельное участие не только в общественной жизни и государственном управлении, но и в военных походах. Верный помощник и полководец Людовика Благочестивого, после его смерти он сделался канцлером и в 841 году сражался на стороне его сына Карла II Лысого в битве при Фонтенуа. В феврале 842 года участвовал в подписании Страсбургского соглашения между Карлом II и Людовиком II Немецким, сохранив его для потомков в тексте своей истории. В 843 году входил в королевскую комиссию по подготовке Верденского договора о разделе империи, но уже летом того же года был оттеснён на вторые роли всесильным фаворитом Адалардом и удалился в Сен-Рикье.
Прожив довольно долгую по тем временам, более чем 50-летнюю жизнь, Нитард умер, согласно одной версии, 14 июня 844 года от ран, полученных в сражении с норманнами и Пипином Аквитанским при Ангулеме, а по другой, 15 мая 845 года при набеге викингов на Сен-Рикье. Был похоронен в родном аббатстве, где в XI веке в гробнице его отца Ангильберта были обретены его мощи, по поводу чего монастырским поэтом Мико была написана эпитафия.

## История
Труд Нитарда «Четыре книги истории» (лат. Historiarum libri quattuor) носит также название «О раздорах сыновей Людовика Благочестивого» (лат. De dissensionibus filiorum Ludovici Pii). Он был написан в 842—843 годах по инициативе Карла Лысого для оправдания его претензий на трон Западно-Франкского королевства и содержит описание политических событий времён его правления. Особое внимание в нём уделено «войне трёх братьев» (сыновей императора Лотаря, Карла II Лысого и Людовика Немецкого), ознаменовавшей собой начавшийся распад Франкского государства.
Структура сочинения Нитарда, основанного, главным образом, на личных воспоминаниях, довольно спонтанна, поскольку автор постоянно отвлекался от его написания по службе и по военным делам. Первые две книги, доводящие изложение до 25 июня 641 года, были закончены в монастыре Сен-Клод, где Нитард отдыхал вместе с королём Карлом, третья, доводящая изложение до марта 842-го, завершена была после подписания договора в Страсбурге, а четвёртая, завершившаяся описанием лунного затмения 20 марта 843 года, написана была, скорее всего, уже в Сен-Рикье.
Внимательный к фактам, но не особенно объективный в своих суждениях, Нитард описывает многие события в качестве очевидца. Он превозносит Карла Великого, всячески критикуя канцлера Бернарда Септиманского, фаворита королевы Юдифи, сдержанно отзываясь о самом Людовике Благочестивом и его жене. 
Имея доступ к официальным документам, Нитард приводит в своём сочинении ряд важных, нередко уникальных, сведений, в частности, описание саксонского восстания Стеллинга, которое он объясняет кознями баварского короля Лотаря, а также «старофранцузский» и «старонемецкий» варианты текста «Страсбургской клятвы». Он также первым в средневековой французской историографии точно локализует «Франкию», помещая её в границах Луары и Рейна и объединяя, таким образом, древние Нейстрию и Австразию. Труд Нитарда — ценный источник по истории тех трёх лет, которые предшествовали заключению Верденского договора 843 года и распаду империи Карла Великого.
«История» Нитхарда написана простой и безыскусной латынью, а содержание её явно превалирует над литературной формой. Обращает на себя внимание практически полное отсутствие в ней библейских цитат, в то же время анализ текста показывает знакомство автора с античными классиками, в частности, Саллюстием, Цицероном, Сенекой и Тацитом. Исторические события и поступки выдающихся деятелей он интерпретирует, оценивая с позиций «общей пользы» и «частного интереса», которые, подобно Саллюстию, наделяет моральным смыслом. «Исполненный стыда за свое время», пессимистично настроенный Нитард откровенно идеализирует историческое прошлое, в первую очередь «счастливую эпоху» Великого Карла, противопоставляя её наступившему при его сыновьях и внуках упадку. Наряду с явным оправданием поступков короля Карла, он ставит перед собой целью дать, вместе с тем, ему ещё и политические наставления, с возможной надеждой вернуть себе положение при дворе.
Сочинение Нитарда дошло до нас в единственном манускрипте X века, происходящем из библиотеки аббатства Сен-Медар в Суассоне и ныне находящемся в собрании Национальной библиотеки Франции (MS latin 9768). Впервые оно было напечатано в 1588 году в Париже историком и правоведом Пьером Питу, и в 1594-м там же переиздано. Научное издание его впервые вышло в 1829 году в Ганновере во втором томе «Памятников германской истории», под редакцией немецкого историка Георга Генриха Пертца, и практически без изменений было переиздано в 1852 году в Париже учёным аббатом Жаком Полем Минем в 116 томе «Patrologia Latina». Следующая публикация его увидела свет в 1882 году во Фрайбурге-им-Брайсгау под редакцией и с комментариями австрийского филолога Альфреда Теофила Холдера, и в 1895 году там же переиздана. В 1907 году текст «Истории» был заново отредактирован Эрнестом Мюллером для новой серии изданий германских хронистов и историков «MGH».

## Издания
- Nithardi Historiarum libri IIII // Monumenta Germaniae Historica, edidit Georgius Heinricus Pertz. — Tomus II. — Hannover: Hahn, 1829. — pp. 649–672. — (Scriptores series, 2).
- Nithardi De Dissensionibus filiorum Ludovici Pii Libri Quatuor, accurante J.-P. Migne // Patrologiae cursus completus, sive Biblioteca universalis. Series Latina. — Tomus CXVI. — Paris, 1852. — Coll. 45–76.
- Nithardi Historiarum libri IIII. Edidit Ernestus Müller // Monumenta Germaniae Historica. — Editio Tertia. — Hannover: Hahn, 1907. — xiv, 61 p. — (Scriptores Rerum Germanicarum).
- Nithardi Historiarum libri quattuor, edidit Alfred Holder. — Freiburg im Breisgau et Leipzig: Mohr, 1895. — 51 p.

- Нитхард. История в четырех книгах / Пер. и комм. А. И. Сидорова // Историки эпохи Каролингов. — М.: РОССПЭН, 1999. — С. 97–140. — (Классики античности и средневековья). — ISBN 5-86004-160-8.
- Нитхард. История в четырех книгах // Династия Каролингов. От королевства к империи. VIII—IX вв. / Сост. А. И. Сидоров. — СПб.: Евразия, 2019. — C. 320–384. — (Chronicon). — ISBN 978-5-8071-0442-7.